# Helmut Kohl
Helmut Kohl (Ludwigshafen, Alemanya, 3 d'abril de 1930 - ídem, 16 de juny de 2017) fou un polític alemany. Va ser canceller d'Alemanya entre els anys 1982 i 1998.

## Biografia
Va néixer el 1930 en el si d'una família de classe mitjana a la ciutat de Ludwigshafen, població situada a l'estat alemany de Renània-Palatinat. Va iniciar els estudis universitaris de dret a la Universitat de Frankfurt, però el 1951 continuà amb els d'història i ciències polítiques a la Universitat de Heidelberg, on es graduà el 1953.

## Inici polític
Amb només 15 anys, a l'acabar la Segona Guerra Mundial es va integrar en les joventuts de la Unió Demòcrata Cristiana d'Alemanya (CDU). Durant una llarguíssima carrera política en la qual va seguir fidelment Konrad Adenauer, va anar escalant posicions polítiques de responsabilitat creixent a la seva ciutat natal, fins a arribar a presidir el govern regional de Renània-Palatinat l'any 1969.
Avalat per la seva bona gestió, va saltar a la política nacional convertint-se en president de la seva formació política el 1973. Encara que el seu partit va obtenir bons resultats en les eleccions de 1976, la coalició entre socialdemòcrates i liberals va permetre que el poder seguís en mans de Helmut Schmidt, i Kohl va quedar com a capdavanter de l'oposició al parlament federal de Bonn. En la següent convocatòria electoral, l'any 1980, es va veure obligat a cedir la candidatura democristiana a la cancelleria en favor del bavarès Franz Josef Strauss, que va resultar derrotat per un ampli marge.

## Ascens a canceller

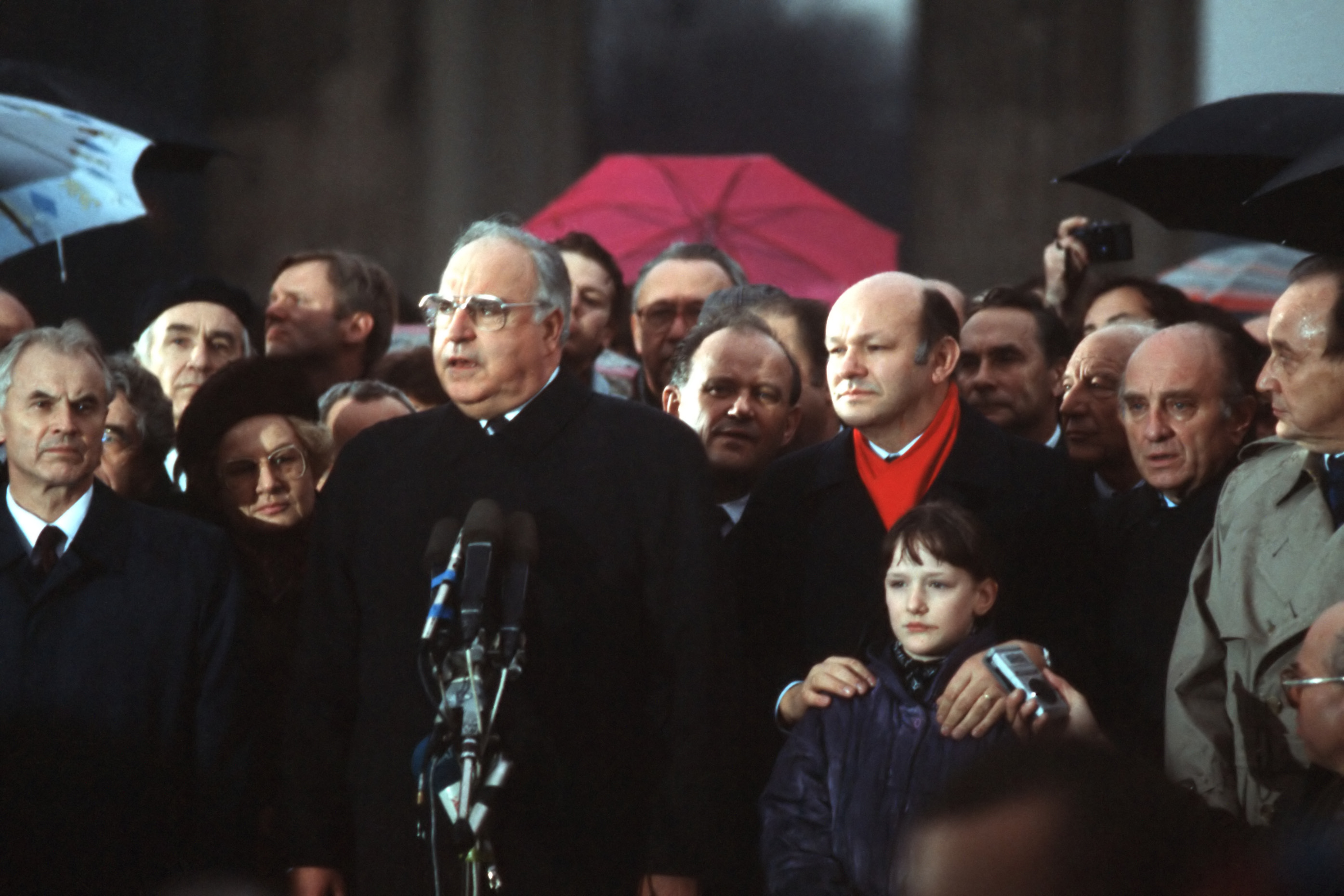
Discurs de Helmut Kohl a la Porta de Brandenburg el 1989

Kohl va continuar exercint el lideratge de l'oposició fins que, el 1982, els liberals es van desmarcar de la majoria socialdemòcrata que donava suport al govern; una moció de censura de liberals i democristians va desplaçar Schmidt del poder i va convertir Kohl en canceller de la República Federal Alemanya. Va ocupar aquest càrrec fins al 1998, quan fou derrotat per Gerhard Schröder, i va obtenir un rècord de longevitat política a Alemanya amb 16 anys en el poder, tan sols superat per Otto von Bismarck, que s'hi va mantenir 19 anys; per a això va haver de guanyar quatre eleccions generals successives: les de 1983 i 1987 a l'Alemanya occidental i les de 1990 i 1994 ja a l'Alemanya reunificada.
El principal èxit de Kohl és la reunificació alemanya aconseguida el 1990, reunint així les dues zones en les quals havia quedat dividida Alemanya després de la Segona Guerra Mundial. Aprofitant hàbilment l'obertura política promoguda per Mikhaïl Gorbatxov al bloc socialista i el consegüent enfonsament del règim comunista de l'Alemanya oriental el 1989, Kohl va impulsar el triomf electoral dels seus socis democristians de l'est i una ràpida reunificació del país per mitjà d'integrar els Länder orientals a la República Federal Alemanya. Tot i l'entusiasme que va suscitar inicialment l'assoliment inesperat d'aquest objectiu llargament desitjat per la població de les dues alemanyes, la forma en la qual es va realitzar la unificació va tenir costos socials, econòmics i polítics molt alts, ja que va fer augmentar l'atur, la desigualtat i la xenofòbia en el país.

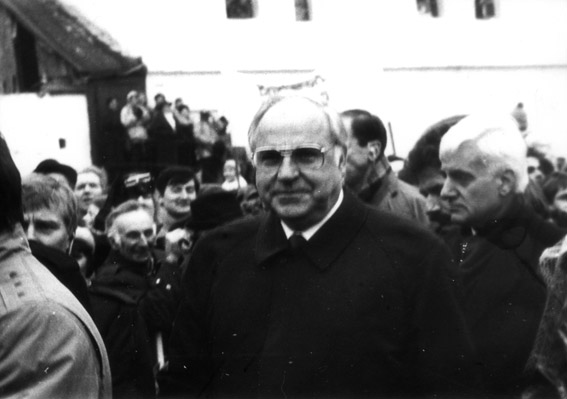
Viatge de Helmut Kohl a Polònia el 1989

De la gestió de Kohl cal destacar el reforçament de l'eix franco-alemany, que en cooperació amb François Mitterrand va aprofundir la integració i ampliació de la Comunitat Europea (Unió Europea (UE) des de 1993); una política econòmica marcada per l'ortodòxia liberal que ha incrementat el protagonisme d'Alemanya com a motor econòmic d'Europa i eix de la unificació monetària; i una política lleial als Estats Units, que va aconseguir que el parlament alemany aprovés el desplegament en territori alemany dels míssils americans d'abast mitjà. Kohl va saber, no obstant això, incrementar la independència i el protagonisme internacional d'Alemanya, i va rendibilitzar-ne l'èxit econòmic i el pes en les institucions europees per augmentar la presència del país a tot el món, especialment a l'Europa oriental i als Balcans.
El 1988 fou guardonat amb el Premi Internacional Carlemany, juntament amb François Mitterrand, pels seus esforços en favor de la unió europea. El 1996 fou guardonat amb el Premi Príncep d'Astúries de Cooperació Internacional per la seva participació en la construcció europea, la seva contribució a una unió cada vegada més estreta entre els pobles del continent i al permanent impuls a la unió política d'Europa, així com per la seva decisiva actuació en la unificació d'Alemanya.

## Retirada de la política
El 1998 Kohl perdé les eleccions davant el candidat del Partit Socialdemòcrata d'Alemanya (SPD) Gerhard Schröder i la formació per part d'aquest d'un govern de coalició amb Els Verds. Malgrat la seva derrota, Kohl continuà al parlament exercint d'oposició al govern.
Posteriorment seria condemnat per finançament il·legal del seu partit, la CDU.
Membre del Club de Madrid, el 2002 es retirà de la política activa, abandonà el parlament alemany i cedí la presidència de la CDU a Angela Merkel.

## Personalitat i representacions mediàtiques

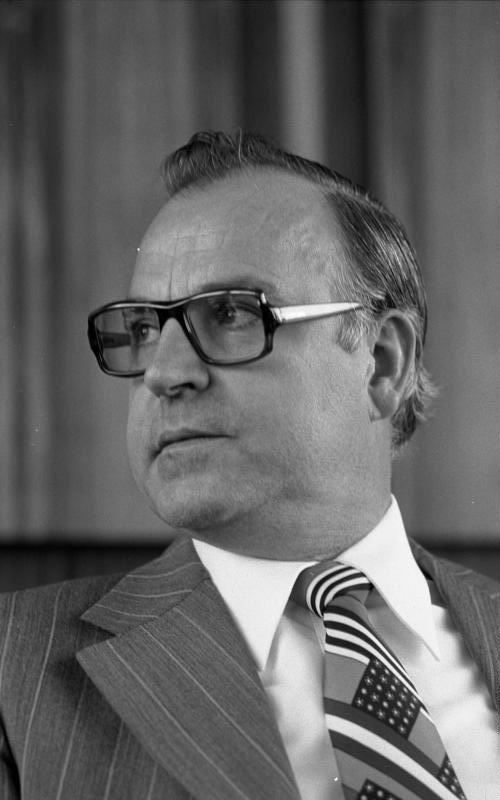
Kohl el 1975. Durant els seus anys com a ministre-president, Kohl va ser tractat pels mitjans de comunicació com un reformador progressista del seu propi partit. Aquesta imatge va canviar durant la dècada del 1970 amb l'assumpció de Kohl al lideratge del partit federal. Va experimentar una animositat fonamental dels periodistes cap a ell.

Kohl va enfrontar una dura oposició de l'esquerra política d'Alemanya Occidental i es va burlar de la seva gran alçada física, suposat provincialisme, llenguatge simplista i (lleu) dialecte palatinat local incloent hipercorreccions. Igual que les caricatures franceses històriques de Louis Philippe de França, Hans Traxler va descriure a Kohl com una gossa en la revista satírica Titanic. La paraula alemanya Birne ('pera') es va convertir en un sobrenom i símbol generalitzat del canceller.
Còmics com Thomas Freitag i Stefan Wald van imitar el canceller, i es van vendre llibres amb acudits reescrits amb Kohl com a estúpid protagonista. Quan Kohl va morir, el diari d'esquerres TAZ va presentar una portada que mostrava un conjunt de flors típic dels funerals, amb una pera i el títol Paisatges florits, la predicció de Kohl per al futur d'Alemanya de l'Est després de la reunificació. Després de les protestes, el redactor en cap es va disculpar.
El ministre-president de Renània-Palatinat (1969-1976) va ser un jove reformador en un estat una mica endarrerit i un nouvingut que va criticar durament els líders del partit més antics. Els mitjans de comunicació nacionals, per molt que s'adonessin d'ell, el miraven amb curiositat. Però això va canviar quan Kohl es va convertir en president del partit federal el 1973, i encara més dramàticament quan a finals de 1975 el seu partit el va fer candidat a la cancelleria. Els seus opositors dins del partit federal, però també periodistes i altres observadors, tenien els seus dubtes sobre si el modernitzador parroquial, tot i que reeixit, d'un estat més petit i manejable era la persona adequada per dirigir la República Federal, un gran i complicat país industrial.
El biògraf Hans Peter Schwarz anomena cinc problemes del candidat de 46 anys: no estar familiaritzat amb les complicades relacions del grup del Bundestag, no tenir experiència internacional, no tenir coneixements profunds d'economia, però també: manca de carisma i no acceptació cultural al nord d'Alemanya.
En petits cercles, Kohl era fascinant i un amfitrió perfecte; com més gran era la multitud, més vague, feble i pàl·lid apareixia. La seva mirada a les càmeres de televisió el va fer semblar indefens. Quan va ser atacat, per exemple en campanyes electorals, es va convertir en un bon lluitador. Però en general no era un gran orador, els seus discursos eren llargs i pesats, segons Schwarz. A més, el catòlic amb el seu dialecte del Palatinat, un home popular que tenia cultura però no era intel·lectual, per als periodistes del nord d'Alemanya (com els dels diaris importants fets a Hamburg, inclosos els setmanaris Der Spiegel i Die Zeit) només se sentia estranger, més que cap altre anterior president de la CDU.
A diferència de molts polítics de la seva època, inclosos els predecessors Helmut Schmidt i Willy Brandt, el successor Gerhard Schröder o el rival Franz Josef Strauss, Kohl mai es va considerar carismàtic o expert en mitjans de comunicació i moltes de les seves peculiars encunyades van ser molt criticades i criticades. No obstant això, molts d'ells han entrat al lèxic general malgrat o potser a causa dels intents dels seus oponents de burlar-se'n. Alguns exemples de kohlismes que han guanyat certa divisa inclouen la seva descripció del canvi de govern de 1982 com geistig-moralische Wende ('gir espiritual i moral') o la gràcia del naixement tardà ('Gnade der späten Geburt') significa que Kohl, nascut el 1930, només va estar involucrat en la guerra com a 'Flakhelfer' i va escapar de la possibilitat d'implicar-se en les atrocitats nazis en virtut de ser massa jove en aquell moment. Un altre gir de frase sovint burlat per Kohl va ser la seva predicció que els Nous Estats d'Alemanya aviat es convertirien en blühende Landschaften ('paisatges florits') amb alguns cínics que assenyalen que els antics emplaçaments industrials s'estaven convertint efectivament en prats florits en el curs de la successió ecològica com a conseqüència de la desindustrialització.
Kohl era una persona real i li encantava estar en companyia dels altres. El seu gran record sobre les persones i les seves vides el va ajudar a construir les seves xarxes a la Unió Demòcrata Cristiana, al govern i a l'estranger. En un estudi sobre la cancelleria alemanya com a lideratge polític, Henrik Gast destaca el temps que Kohl va invertir en les relacions personals, fins i tot amb els diputats del Bundestag i també amb els funcionaris del partit fins a l'àmbit local. Això va funcionar perquè s'adaptava al caràcter de Kohl.
Kohl sabia que totes aquestes persones eren la base del seu poder polític i que necessitava la seva lleialtat i afecte personal. També podria ser groller amb els subordinats i els ajudants, i enfrontar-se als adversaris polítics. «Era capaç de les dues coses: ser empàtic i extremadament confrontatiu! Si no feies el que ell volia, l'empatia s'havia acabat!», tal com cita Gast un ministre federal del propi partit de Kohl. També hi va haver una diferència entre el jove Kohl i el canceller en els seus últims anys. Un secretari d'estat parlamentari va recordar: «Un sentit de tacte i educació? El primer Kohl i el posterior, això va ser una diferència enorme. Als primers anys va tenir tot això, en els últims anys ja no».

## Vida personal

### Família

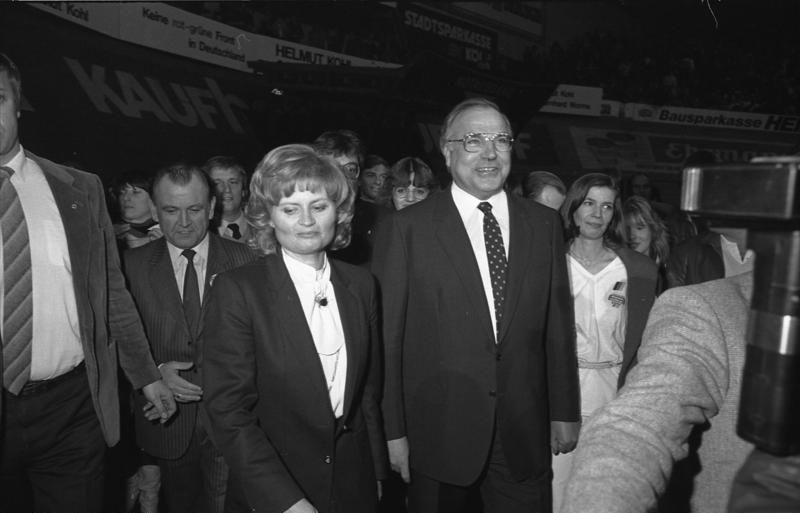
Kohl i la seva dona Hannelore el 1983

El 27 de juny de 1960, Kohl es va casar amb Hannelore Renner, després que ell ja hagués demanat la seva mà en matrimoni el 1953, retardant la cerimònia fins que estigués econòmicament estable. Tots dos es coneixien des de l'any 1948, quan es van conèixer en una classe de ball. Van tenir dos fills, Walter Kohl (nascut el 1963) i Peter Kohl (nascut el 1965). Hannelore Kohl havia estudiat idiomes i parlava amb fluïdesa francès i anglès; durant la carrera política del seu marit, va ser una important assessora per a ell, especialment en els afers mundials. Va ser una ferma defensora de la reunificació alemanya fins i tot abans que semblés factible, i de l'aliança de l'OTAN i Alemanya amb els Estats Units. Compartien amor pel menjar alemany: el seu comentari va millorar el llibre de cuina A Culinary Voyage Through Germany que ella va editar.
Els dos fills es van educar als Estats Units, a la Universitat Harvard i al MIT, respectivament. Walter Kohl va treballar com a analista financer amb Morgan Stanley a la ciutat de Nova York i més tard va fundar una empresa de consultoria amb el seu pare el 1999. Peter Kohl va treballar com a banquer d'inversions a Londres durant molts anys. Walter Kohl estava casat anteriorment amb l'acadèmica d'administració d'empreses Christine Volkmann i tenen un fillJohannes Volkmann; ara està casat amb la coreana Kyung-Sook Kohl de soltera Hwang. Peter Kohl està casat amb el banquer d'inversió d'origen turc Elif Sözen-Kohl, filla d'un ric industrial turc, i tenen una filla, Leyla Kohl (nascuda el 2002).
El 5 de juliol de 2001, la seva dona, Hannelore, es va suïcidar; havia patit fotodermatitis durant molts anys.

### Segon matrimoni, 2008-2017
Mentre estava a l'hospital l'any 2008 després de patir un trauma cranial greu, Kohl, aleshores de 78 anys, es va casar amb Maike Richter, una antiga empleada de la Cancelleria que tenia 44 anys; no tenien fills. Durant tota la durada d'aquest matrimoni, Kohl va tenir una lesió cerebral, amb prou feines va poder parlar i va anar en cadira de rodes. Segons el fill d'Helmut Kohl, Peter Kohl, Helmut Kohl no tenia intenció de casar-se amb Richter i ho havia afirmat clarament; Després va venir l'accident i una pèrdua de control, va dir Peter Kohl, suggerint que Richter havia pressionat el seu pare, llavors greument malalt, perquè es casés amb ella. Richter ha estat durament criticat a Alemanya, pels fills de Kohl, antics amics i pels mitjans alemanys. Després del seu nou matrimoni, Kohl es va allunyar dels seus dos fills i dels seus néts, i els seus fills van dir que el seu pare va ser mantingut com un presoner per la seva nova dona. Els seus fills i néts també els va impedir veure'l per la seva nova dona durant els últims sis anys de la seva vida.
A la biografia de la seva mare, Peter Kohl va escriure sobre l'única vegada que va visitar l'apartament de Richter, que va descriure com una mena de museu privat Helmut Kohl ple de fotografies i artefactes d'Helmut Kohl per tot arreu; Tot semblava el resultat d'una col·lecció sorprenent i meticulosa amb el propòsit de l'adoració dels herois, tal com ho sabem pels informes sobre assetjadors , va escriure Kohl. Jochen Arntz va criticar Maike Richter a la Süddeutsche Zeitung l'any 2012 per construir un mur al voltant d'Helmut Kohl i controlar-lo; com a resultat, també s'havia allunyat de molts antics amics que no li agradava la seva nova dona. El biògraf de Kohl Heribert Schwan descriu Richter com més que conservador, més aviat nacionalista alemany, i va dir que insisteix en el dret a la sobirania interpretativa amb relació a la vida de Kohl i que ha insistit en moltes falsedats provades. Va causar un escàndol quan Richter va negar l'entrada als fills i néts de Kohl a la casa d'Helmut Kohl, la casa de la infància dels fills, després de la mort de Kohl. Richter també va ser criticat per haver intentat prendre el control total del funeral de Kohl i per intentar evitar que la cancellera Merkel parlés a la cerimònia a Estrasburg. Richter volia que parlés el primer ministre hongarès, Viktor Orbán, que ha criticat durament les polítiques de refugiats de Merkel; només va cedir quan li van dir que causaria un escàndol.